# 亚历杭德罗·德洪堡国家公园
亚历杭德罗·德洪堡国家公园（西班牙語：Parque Nacional Alejandro de Humboldt），是古巴的一座国家公园，位于古巴奥尔金省和关塔那摩省。国家公园的名称来自1800年至1801年访问该地的德国科学家亚历山大·冯·洪堡。2001年列入联合国教科文组织世界遗产名录。因字母j在西班牙语（古巴官方语言）中的发音是[χ]，因此该公园译名应为亚历杭德罗·德洪堡而非以英语发音译出的阿里杰罗德胡波尔德。
从国家公园里的山峰流下来的河流是加勒比地区岛国中最多的一个之一。该国家公园被认为是在古巴最潮湿的地方，总面积711.38平方（274.67平方英里），其中陆地面积685.72平方（264.76平方英里），海洋面积22.63平方（8.74平方英里）。最高峰为托尔多峰，海拔1,168（3,832英尺）。

## 历史
阿历杭德罗·德洪堡国家公园长期未被广大人类开发，18至19世纪时，一些外围的地方被用来作为避难所。
20世纪60年代，这一地区开始建立为保护区。1996年，一些保护区连接起来，形成了一个国家公园。2001年列入联合国教科文组织世界遗产名录。

## 生物
植物方面，国家公园内有1302类种子植物，145类的蕨类植物，其中的905种为古巴所特有的。
动物方面，至少有30％的哺乳动物、21％的鸟类、83.3％爬虫类、95.8％的两栖动物和27.7％的昆虫是本地或古巴所特有的。

## 登録基準
该世界遗产被认为满足世界遺產登錄基準中的以下基準而予以登錄：
- （ix）在陆上、淡水、沿海及海洋生态系统及动植物群的演化与发展上，代表持续进行中的生态学及生物学过程的显著例子。
- （x）拥有最重要及显著的多元性生物自然生态栖息地，包含从保育或科学的角度来看，符合普世价值的濒临绝种动物种。